# 300-as évek
Évszázadok: 3. század – 4. század – 5. század
Évtizedek: 250-es évek – 260-as évek – 270-es évek – 280-as évek – 290-es évek – 300-as évek – 310-es évek – 320-as évek – 330-as évek – 340-es évek – 350-es évek
Évek: 300 301 302 303 304 305 306 307 308 309

## Események
- 301-ben Örményország a világon először államvallássá teszi a kereszténységet
- 300 körül létrejönnek az első kelet-polinéziai civilizációk
- 303. február 23-án megkezdődik a Római Birodalomban a 10. keresztényüldözés

## Híres személyek
- Diocletianus római császár